# Samidoun
Samidoun Network és una organització fundada als Estats Units l'any 2012 que es defineix com una xarxa solidària per als presos palestins a les presons israelianes, inclosos els combatents d'accions armades.

## Història
El grup "Samidoun Germany" va ser classificat com a organització terrorista pel govern israelià l'any 2021, ja que el considera un actor central en les protestes antiisraelianes i antisionistes a Berlín els darrers anys.
Samidoun demana l'alliberament dels presos a les concentracions. L'organització també demana llibertat per als terroristes palestins empresonats, equipara Israel amb un estat colonial o d'apartheid, o propaga consignes antisionistes com "Del riu al mar", que neguen el dret de l'Estat d'Israel a existir.
Segons el Fòrum Jueu per a la Democràcia i contra l'Antisemitisme (JFDA), el cap de la xarxa Samidoun és el palestí Khaled Barakat. Segons la JFDA, Samidoun està intentant connectar amb altres esquerrans antiimperialistes a través de la seva aparició. El gener de 2022, l'organització va estar present a la manifestació anual a Berlín en memòria de Karl Liebknecht i Rosa Luxemburg.
El maig de 2021, Uwe Becker, comissari d'antisemitisme de Hesse, va presentar una denúncia penal contra la xarxa Samidoun, que va coorganitzar una manifestació amb la Nakba i el lema "Nakba significa catàstrofe". Afirmant que els palestins estan contra el dia de la fundació d'Israel el 14 de maig de 1948. Samidoun va demanar la "Setmana de la Lluita Palestina" al seu lloc web. També s'afirmà que havia demanat obertament la lluita armada contra Israel i portar-la als carrers i places de les ciutats.
L'⁣ambaixador d'Israel a Alemanya, Ron Prosor, va dir quan va prendre possessió el juny de 2022 que no esperava que "els carrers de Neukölln fossin tan semblants als de Gaza⁣". Amb aquesta declaració va respondre a un informe de BZ sobre cartells de la xarxa Samidoun a Sonnenallee. En aquests cartells, el grup va celebrar els atacs amb bombes a Israel i va demanar donacions per als combatents palestins.
El juny de 2023, la Jüdische Rundschau va informar que el primer ministre de Baden-Württemberg, Winfried Kretschmann, va donar suport als "predicadors de l'odi del "Comitè de Stuttgart de Palestina (PKS)", que "amb les seves teories de conspiració anti-Israel i antijueu es troben entre els de Samidoun que són amics terroristes". El lloc web oficial de la capital de l'estat, Stuttgart, permet als socis de Samidoun anunciar-se en nom propi a la secció "Institució cultural". Això portava des del lloc web del govern al lloc web de la ciutat i després a la pàgina de Facebook del PKS. El "Dia de la Nakba" a la Schlossplatz d'Stuttgart no va ser aprovat ni pel govern local ni pel comissari d'antisemitisme, el Dr. Michael Blume el qual va ser finalment impedit.
L'autor i educador Burak Yilmaz, que va rebre la Creu Federal del Mèrit pel seu compromís divers contra l'antisemitisme i el racisme, així com per una cultura inclusiva del record, es va queixar en una entrevista al Rheinische Post el 12 d'octubre de 2023 en vista de les manifestacions anti-Israel, ja que molts joves musulmans havien anat a Auschwitz i "ara molts a la seva ciutat de Duisburg es van solidaritzar amb el terror de Hamàs". Va demanar la prohibició dels esdeveniments anti-Israel. El Rheinische Post va titular que l'entrevista amb Yilmaz era una "conversa sobre l'antisemitisme a l'habitació dels nens i el poder de la xarxa Samidoun".
El president de la Societat Germanoisraeliana (DIG), Volker Beck, va exigir en un comunicat el 8 d'octubre de 2023 a la ministra federal de l'Interior Nancy Faeser que la xarxa Samidou fos "prohibida finalment" a Alemanya.

## Prohibició a Alemanya
Les autoritats de seguretat alemanyes veuen Samidoun com una "organització pantalla" del Front Popular per a l'Alliberament de Palestina (FPLP), que es veu com una organització terrorista a Israel, els Estats Units i la UE.
El 8 d'octubre de 2023, l'ambaixador israelià Ron Prosor va demanar a Alemanya que prengués "acció dura contra la xarxa palestina Samidoun, que dissabte va celebrar l'atac a Israel. Ja que no hi ha lloc per alegrar-se per l'assassinat de civils, ni a Israel ni a Israel. Alemanya ni a cap altre lloc del món". A més, digué que Samidoun és "un cavall de Troia" que està abusant de la democràcia alemanya.
Després dels atacs a Israel el 7 d'octubre de 2023, Samidoun va fer costat a Hamàs fent manifestacions públiques de simpatia per Hamàs i els atacs a Alemanya i altres països, per exemple amb manifestacions. En la seva declaració del govern el 12 d'octubre de 2023, el canceller Olaf Scholz va anunciar que l'organització seria prohibida a Alemanya. Els grups parlamentaris del Bundestag de l'SPD, CDU/CSU, Verds i FDP havien acordat prèviament una moció conjunta el 10 d'octubre de 2023, en la qual es "prohibeix les activitats de tota organització pròxima a Hamàs així com les organitzacions pantalla d'aquests". També demanava explícitament la prohibició de la xarxa Samidoun. La sol·licitud s'aprovaria al Bundestag el 12 d'octubre de 2023.